# ام‌وی نپتنا
ام‌وی نپتنا (به انگلیسی: MV Neptuna) یک کشتی بود که طول آن ۱۱۹٫۸ متر (۳۹۳ فوت) بود. این کشتی در سال ۱۹۲۴ ساخته شد.